# Artikel 1F Vluchtelingenverdrag
Artikel 1F Vluchtelingenverdrag is een bepaling die deel uitmaakt van het eerste artikel van de Conventie van Genève betreffende de Status van Vluchtelingen van 28 juli 1951 (soms volledig aangehaald onder de aanvulling "zoals gewijzigd bij Protocol van New York van 31 januari 1967").
Artikel 1F, in feite lid/onderdeel F van artikel 1, is een van de zogenoemde "exclusion clauses" (uitsluitingsgronden) van het Vluchtelingenverdrag, verder bepaald in de artikelen 1D en 1E. De artikelen 1D en 1E hebben betrekking op personen die reeds bescherming genieten tegen vervolging.
Op grond van artikel 14 lid 1 van de Universele Verklaring van de Rechten van de Mens uit 1948 heeft een ieder het recht in andere landen asiel te zoeken en te genieten tegen vervolging. Deze kort daarna tot stand gekomen Conventie verbiedt asielzoekers te verwijderen naar het land van herkomst indien er een gegronde vrees bestaat dat ze daar vervolgd zullen worden (verbod op refoulement).
Op grond van artikel 14 lid 2 van dezelfde verklaring kan op dit recht echter geen beroep gedaan worden in geval van "strafvervolgingen wegens misdrijven van niet-politieke aard of handelingen in strijd met de doeleinden en beginselen van de Verenigde Naties". Artikel 1F van de Conventie bedoelt aan die uitzondering uitdrukking te geven.
Op grond van deze bepaling kunnen staten aan sommige asielzoekers de vluchtelingstatus ontzeggen wegens een vermeende eigen betrokkenheid bij schendingen van het oorlogsrecht en zware misdrijven en mensenrechtenschendingen.
Het bepaalde in artikel 1F beoogt asielzoekers uit te sluiten die weliswaar gegronde vrees voor vervolging hebben, maar wegens een vermoedelijke eigen betrokkenheid bij misdaden en mensenrechtenschendingen geen aanspraak zouden kunnen maken op vluchtelingrechtelijke bescherming.

## Formulering en toelichting
Artikel 1F van het Verdrag betreffende de Status van Vluchtelingen van 28 juli 1951 luidt in de Nederlandse vertaling:
"De bepalingen van het Verdrag zijn niet van toepassing op personen ten aanzien van wie er ernstige redenen zijn om te veronderstellen dat:
(a) hij een misdrijf tegen de vrede, een oorlogsmisdrijf of een misdrijf tegen de menselijkheid heeft begaan, zoals omschreven in de internationale overeenkomsten die zijn opgesteld om bepalingen met betrekking tot deze misdrijven in het leven te roepen;
(b) hij een ernstig, niet politiek misdrijf heeft begaan buiten het land van toevlucht, voordat hij tot dit land als vluchteling is toegelaten;
(c) hij zich schuldig heeft gemaakt aan handelingen welke in strijd zijn met de doelstellingen en beginselen van de Verenigde Naties."
Toelichting:
- (a): misdrijven tegen de vrede, oorlogsmisdrijven en misdrijven tegen de menselijkheid, zoals omschreven in de internationale overeenkomsten (...)

De oorlogsmisdrijven en misdrijven tegen de menselijkheid worden in verschillende verdragen genoemd, waaronder het Genocideverdrag en de oprichtingsstatuten van het Joegoslavië-tribunaal, Rwanda-tribunaal en Internationaal strafhof. Artikel 7 van het Statuut van Rome geeft een definitie van misdrijven tegen de menselijkheid en artikel 8 geeft een opsomming van oorlogsmisdrijven. Het Handvest van Neurenberg en Resolutie 3314 van de Algemene Vergadering van de Verenigde Naties bevat een definitie van misdrijf tegen de vrede.
- (b): een ernstig, niet politiek misdrijf, begaan buiten het land van toevlucht, voordat de dader tot dit land als vluchteling is toegelaten.

Kenmerken van een niet politiek misdrijf in de zin van artikel 1F zijn onder meer:
1. de ernst van het misdrijf;
2. het niet-politieke karakter van het misdrijf;
3. het misdrijf is gepleegd buiten het land waar hij als vluchteling is toegelaten.
De ernst van het misdrijf wordt bepaald door meerdere factoren, zoals de aard van de daad, de omvang van de gevolgen alsmede de motieven van de dader.
De mogelijkheid bestaat dat de misdaad weliswaar was gepleegd met een politiek doel, maar dat de toegepaste middelen niet proportioneel en subsidiair waren met het beoogde doel. Daarbij gaat het om gewelddadige middelen die ook worden toegepast in andere commune delicten, zoals gijzeling, ontvoering, bomaanslagen, kapingen etc.
- (c): handelingen welke in strijd zijn met de doelstellingen en beginselen van de Verenigde Naties. De doelstelling en beginselen van de VN zijn vastgesteld in de artikelen 1 en 2 van het VN-Handvest. Deze bepalingen richten zich expliciet tot de lidstaten en niet tot staatsburgers. Dit impliceert dat artikel 1F(c) uitsluitend van toepassing kan zijn op personen die een machtspositie hebben bekleed in een van de VN-lidstaten.

## Achtergrond
Uit de geschiedenis van de totstandkoming van deze verdragsbepaling blijkt dat destijds bij de aan de ondertekening van het verdrag voorafgaande beraadslagingen te New York en Genève in 1950/1951 vooral gedacht was aan de recente genocide (jodenvervolging) en oorlogsmisdaden met name in Europa tijdens de Tweede Wereldoorlog.
Gevreesd werd dat personen die zich daaraan schuldig zouden hebben gemaakt anders de door de internationale rechtsorde gewenste vervolging en bestraffing konden ontlopen, door hun toevlucht te zoeken in landen waar het strafrechtelijk territorialiteitsbeginsel een hindernis voor vervolging vormde: het criterium voor het instellen van strafvervolging dat een onderdaan van die staat bij het delict betrokken moest zijn.
Betreffende bepaling werd in het verdrag opgenomen, omdat de afgevaardigden van de verdragsluitende staten wilden voorkomen dat oorlogsmisdadigers uit de Tweede Wereldoorlog toevlucht zouden vinden in een land waar zij niet konden worden vervolgd, bijvoorbeeld omdat de delicten daar niet hadden plaatsgevonden en er evenmin burgers uit die landen betrokken waren.
Het kwam bijvoorbeeld voor dat verdachten van oorlogsmisdaden op het Europees strijdtoneel naar staten als Brazilië en Argentinië vluchtten, die op geen enkele wijze betrokken waren bij betreffende misdaden, zodat (toen) een aanknopingspunt voor vervolging en eventueel bestraffing ontbrak: ze waren elders gepleegd en zowel de verdachten als de slachtoffers hadden een andere nationaliteit. Ook leverde eventuele uitlevering naar staten waar zij wel vervolgd konden worden, bijvoorbeeld het eigen land van herkomst, moeilijkheden op, doordat er evenmin verdragen bestonden die daarin voorzagen.
De achterliggende gedachte achter die bepaling die dit moest ondervangen was dat, indien althans alle andere landen die uitsluitingsgrond eveneens zouden toepassen, deze verdachten dan wel genoodzaakt zouden zijn terug te keren naar het land van herkomst, zich er over te  geven aan de justitie en aldus niet langer gerechtigheid konden ontlopen
Deze uitsluitingsgrond wordt bij gelegenheid toegepast jegens asielzoekers die deel uitmaakten van strijdende groepen of werkzaam waren voor de overheid (politie, leger, veiligheidsdienst) onder het regime in hun land van herkomst.
Vele staten hebben inmiddels echter na de totstandkoming van het verdrag in 1951 eigen strafwetgeving doorgevoerd waarin het universaliteitsbeginsel geldt. Daarbij is dan niet meer van enig belang waar een delict zou zijn gepleegd en evenmin wat de nationaliteit van het slachtoffer of van de vermeende dader zou zijn. In Nederland is dat allereerst de Wet Oorlogsmisdrijven uit 1952 en een aantal latere regelingen.
De uitsluitingsgrond in artikel 1F wordt in de praktijk ook, hoewel dit niet onomstreden is, toegepast jegens asielzoekers tegen wie geen strafrechtelijk bewijs voorhanden is ter zake schuld aan bedoelde misdrijven. Een belangrijk begrip in dit verband is ook dat van de knowing participation: niet bewezen is dat men zich schuldig maakte aan bedoelde misdrijven, maar wel dat men deel uitmaakte van organisaties waarvan bekend is (geworden) dat deze organisaties of andere leden daarvan die pleegden.

## Artikel 1F in Nederland
De Nederlandse  overheid ging in de jaren 90 over tot een stringente toepassing van deze uitsluitingsgrond. Daardoor is er een asielrechtelijk en humanitair probleem ontstaan, toen aanzienlijke aantallen asielzoekers deze uitsluitingsgrond uiteindelijk tegengeworpen hebben gekregen. Dit gebeurde bijvoorbeeld onder meer met grote aantallen asielzoekers uit Afghanistan die werden geassocieerd met het regime van de DVPA, en in het bijzonder met de staatsveiligheidsdienst KhAD, en uit Irak onder het regime van de dictator Saddam Hoessein en die werden geassocieerd met de Ba'ath-partij.
Vaak gebeurde dat pas na een jarenlang verblijf in Nederland en een aanvankelijke erkenning als vluchteling. Dit terwijl in vele gevallen hun gezinsleden wél de asielstatus behielden en vervolgens konden naturaliseren tot Nederlanders. Indien een gezinslid met de 1F-status Nederland zou dienen te verlaten, terwijl de andere gezinsleden niet bereid zijn of in staat kunnen worden geacht hem na te reizen naar het land van herkomst, dreigt schending van het bepaalde in artikel 8 EVRM.
Ten gevolge van de uitsluitingsgrond zijn deze afgewezen asielzoekers ongewenst verklaard en is ook onvrijwillige terugkeer (uitzetting) naar het land van herkomst in het vooruitzicht gesteld.
Ingevolge de Vreemdelingenwet 2000 kan het verblijf van een vreemdeling in Nederland worden geweigerd dan wel beëindigd, indien deze vreemdeling een gevaar oplevert voor de openbare orde of voor de nationale veiligheid. Onder "gevaar voor de openbare orde" wordt ook begrepen een gesteld gevaar voor "de (goede) internationale betrekkingen": de aanwezigheid in Nederland van personen op wie deze uitsluitingsgrond is toegepast wordt daaronder geschaard.
Deze groep asielzoekers viel buiten het Generaal Pardon van 2007. Het zou gaan om 250 personen, met totaal ongeveer 800 gezinsleden, van wie er 260 in het bezit waren van een verblijfsvergunning en/of zijn genaturaliseerd.
In november 2007 heeft de UNHCR, de vluchtelingenorganisatie van de Verenigde Naties, de Nederlandse regering beticht van een te strenge toepassing van deze uitsluitingsgrond. Dat zou met name het geval jegens de asielzoekers afkomstig uit Afghanistan die werkzaam zouden zijn geweest voor de staatsveiligheidsdiensten KhAD of WAD. Op 13 mei 2008 publiceerde de UNHCR een eigen rapport over de werkzaamheden van de KhAD / WAD in de periode 1978-1992.
Op grond van het door Nederlandse asieladvocaten omstreden algemeen ambtsbericht van het Ministerie van Buitenlandse Zaken d.d. 29 februari 2000 zou nagenoeg iedereen die daar in de periode 1978-1992 werkzaam was geweest moeten worden geacht mede-aansprakelijk te zijn voor gepleegde schendingen van mensenrechten, waaronder het martelen en laten verdwijnen van politieke gevangenen. Ten aanzien van alle (ex-)officieren en onderofficieren van de KhAD en de WAD zou sprake zijn van "personal en knowing participation", dat wil zeggen een indirecte betrokkenheid bij mensenrechtenschendingen als criterium voor de toepassing van betreffende uitsluitingsgrond, tenzij zou kunnen worden aangetoond dat in het betreffend geval sprake zou zijn van "een significante uitzondering". Datzelfde werd in soortgelijke ambtsberichten ook gesteld voor bepaalde leden van de organisatie Hezb-i-Wahdat en bepaalde hoofd- en opperofficieren van de Afghaanse politie in de periode 1978-1996.
Nederland maakt nauwelijks gebruik van de mogelijkheid verdachten van bedoelde misdaden strafrechtelijk te vervolgen, hoewel dat middels de Wet Oorlogsmisdrijven uit 1952 mogelijk is. In september werden twee Afghanen, Habibullah Jalalzai en Hesamuddin Hesam, beiden voormalige hoge functionarissen van de KhAD, veroordeeld tot respectievelijk 9 en 12 jaar gevangenisstraf.

### Ontwikkelingen in 2008
De Unie van Afghaanse Verenigingen in Nederland (UvAViN) organiseerde op 18 januari 2008 een demonstratie op het Plein in Den Haag om de aandacht te vestigen op de problematiek van de Afghaanse asielzoekers in Nederland die wegens deze op hen van toepassing geachte uitsluitingsgrond buiten het generaal pardon vielen en na eerst jarenlange onzekerheid geconfronteerd worden met een gevreesd vooruitzicht. Daarbij werd geprotesteerd tegen het asielbeleid van de Nederlandse regering en de volgens hen onterechte arrestaties van tientallen Afghaanse asielzoekers. Een kind liep mee met een zwarte zak over zijn hoofd met "1F" erop, als verwijzing naar de betreffende uitsluitingsgrond.
Volgens een woordvoerder van de UvAViN is de behandeling door de Nederlandse overheid  "een schenden van basisrechten en een oneerlijke behandeling van asielzaken van honderden Afghaanse asielzoekers, in strijd met internationale en Europese verdragen: deze mensen moeten gewoon worden berecht en indien dan blijkt dat zij onschuldig zijn, alsnog in aanmerking komen voor een verblijfsvergunning."  Terugkeer naar Afghanistan zou niet veilig zijn: volgens de UvaVin zouden meerdere teruggekeerde asielzoekers om het leven zijn gekomen, waaronder een kind van 13 jaar.
In 2008 voltooide de Adviescommissie Vreemdelingenzaken (ACVZ) een nieuw advies inzake de problematiek (een eerder advies dateerde uit januari 2001; dit advies bevatte een reeks van 18 aanbevelingen).
Dit nieuwe advies bevatte een reeks van 22 aanbevelingen en werd in mei 2008 aangeboden aan staatssecretaris van justitie Albayrak. Geadviseerd werd onder meer het beleid inzake de uitsluitingsgrond 1F aan te passen, onder meer ten gunste van minderjarige kinderen van asielzoekers in deze categorie na een langdurig verblijf in Nederland. Hierop wilde het kabinet de minderjarige kinderen van asielzoekers in deze situatie die langer dan tien jaar in Nederland verblijven zelfstandig een kans geven op een verblijfsvergunning. Dit voorstel zou kunnen rekenen op een meerderheid in de Kamer.
Op 22 mei 2008 zond de Wolesi Jirga, de Tweede Kamer van Afghanistan, een brief aan de Nederlandse Tweede Kamer, waarin gesteld wordt dat de informatie in het algemeen ambtsbericht dat tot stand kwam tijdens het regime van de Taliban niet als betrouwbaar kan worden aangemerkt.
In augustus 2008 publiceerde de Tweede Kamerfractie van de ChristenUnie het rapport Verantwoordelijkheid en gerechtigheid over de kwestie.
In het rapport van de CU werd onder meer gepleit voor het instellen van een nieuw onderzoek naar de KhaD/WAD in Afghanistan in 1978-1992 en een herbeoordeling van de vraag in hoeverre medewerkers van deze veiligheidsdiensten zouden moeten worden geacht inderdaad betrokken te zijn bij de bedoelde mensenrechtenschendingen in die periode.
Op 3 september 2008 hield de Tweede Kamer een hoorzitting over deze problematiek, mede naar aanleiding van de ‘1F-brief’ van de minister en staatssecretaris van Justitie van 9 juni 2008.
In de politiek werd op deze hoorzitting door diverse partijen verschillend gereageerd: GroenLinks en de SP opperden de kinderen van asielzoekers in de 1F-situatie al na vijf jaar een verblijfstitel te geven, terwijl de VVD en het CDA daar weinig voor voelden. Fred Teeven (VVD) stelde dat justitie meer tijd moet steken in het vervolgen van verdachten. In een periode van twee jaar zou  "alles op alles"  moeten worden gezet om bewijsmateriaal te verzamelen. Daarna moet onder deze kwestie een streep worden gezet.
De Tweede Kamer betoonde zich verontwaardigd over de beweerde opstelling van de Afghaanse regering, die niet bereid zou zijn eigen onderdanen terug te nemen. CDA-fractielid Wim van de Camp zei op 10 september 2008 in de Tweede Kamer "Als  ik de vliegtuigen zie landen met militairen die in Afghanistan zijn overleden, dan kan ik het niet begrijpen - en dan wil ik ook niet aan de burgers van Nederland uitleggen - dat wij met Afghanistan geen afspraken kunnen maken over het terugnemen van onderdanen die Nederland wil terugsturen." De fracties van PvdA, SP en GroenLinks pleitten ervoor niet alle van oorlogsmisdrijven verdachte Afghanen over een kam te scheren. Niet iedereen die bijvoorbeeld bij de KhAD werkte, moet schuldig worden geacht aan marteling. PvdA-fractielid Hans Spekman over lagere functionarissen: "Er waren ook lulletjes rozenwater". Fred Teeven (VVD) was niet geneigd daarvoor uitzonderingen te maken: "Ook mensen die alleen maar gevangenen inschreven wil ik hier niet hebben.".
Op 5 november 2008 verscheen een nieuw WBV (wijzigingsbesluit Vreemdelingencirculaire) van het ministerie van Justitie met betrekking tot Afghanistan, WBV 2008/25. Opvallend was dat daarin nu ook het staand beleid inzake de 1F-problematiek daarin is opgenomen: aangenomen wordt dat bij alle onderofficieren van de KhAd en de WAD sprake was van "personal en knowing participation", tenzij zou kunnen worden aangetoond dat in het betreffend geval sprake zou zijn van "een significante uitzondering". Hetzelfde geldt ook voor bepaalde leden van Hezb-i-Wahdat en bepaalde hoofd- en opperofficieren van de politie in de periode 1978-1996.
In de loop van 2008 zouden ongeveer 10 asielzoekers aan wie op grond van artikel 1F de vluchtelingstatus was ontzegd door Nederland zijn uitgezet naar Afghanistan.
In 2008 werden solidariteitscomités in het leven geroepen, Comité 1F-beleid en Teken voor Rechtvaardigheid, die zich beijveren voor aandacht voor de gerezen humanitaire problematiek in verband met de voorgenomen uitzetting van personen aan wie ten onrechte deze uitsluitingsgrond zou zijn tegengeworpen en door deze uitzettingen van hun gezinnen in Nederland gescheiden dreigen te worden. Deze organisaties stellen zich op het standpunt dat de meesten van hen onterecht in deze situatie verkeren en dat Nederland zelf elementaire mensenrechten schendt bij de toepassing van 1F.

### Ontwikkelingen in 2009
- Op 10 januari 2009 werd, door Comité 1F-beleid, in Amsterdam op de Dam een protestdemonstratie gehouden tegen het Nederlandse 1F-beleid.
- Op 24 februari 2009 werd aan de Vrije Universiteit Amsterdam een symposium georganiseerd over de problematiek, met diverse topjuristen op het gebied van het asielrecht, onder het motto "Schuldig tot het tegendeel is bewezen?"

### Standpunt VluchtelingenWerk Nederland
Kort voor voorgenoemde hoorzitting had VluchtelingenWerk Nederland op 1 september 2008 de Tweede Kamer een position paper aangeboden over de problematiek rond de toepassing van "1F".
Deze organisatie beaamt dat diegenen die zich schuldig hebben gemaakt aan ernstige misdaden geen bescherming moeten krijgen in Nederland. Asielzoekers waarbij is vastgesteld dat er "een gerechtvaardigd vermoeden" bestaat dat zij zich schuldig hebben gemaakt aan misdaden in de zin van artikel 1F Vluchtelingenverdrag worden door deze organisatie dan ook, na doorverwijzing naar een goede advocaat, uitgesloten van dienstverlening.
De toepassing van artikel 1F Vluchtelingenverdrag dient volgens VluchtelingenWerk echter individueel te worden beoordeeld, in een zorgvuldige procedure en op basis van gedegen informatie en "op een restrictieve en terughoudende manier", "gezien de vérgaande gevolgen van het uitsluiten van een vluchteling van bescherming". . " Indien wordt besloten dat artikel 1F Vluchtelingenverdrag van toepassing is, moeten berechting en terugkeer voorop staan."
Gezinsleden van "1F’ers" zouden niet mogen worden uitgesloten van een verblijfsvergunning als men onder de toelatingsgronden van de vreemdelingenwet 2000 valt en er zou een termijn van vijf jaren in aanmerking genomen moeten worden, waarna "een belangenafweging in het voordeel van een kind van een 1F’er moet uitvallen" voor de verlening van een verblijfsvergunning.
Het zou aan de staatssecretaris zijn om aan te tonen dat artikel 1F aan een asielzoeker kan worden tegengeworpen en slechts in zeer uitzonderlijke gevallen zou er sprake mogen zijn van een zekere omkering van de bewijslast. Er zou per individueel geval beoordeeld moeten worden of de toepassing van artikel 1F standhoudt, indien niet wordt overgegaan tot strafvervolging, dan wel indien een strafvervolging niet zou leiden tot een veroordeling. In principe zou er bij elke asielzoeker aan wie 1F is tegengeworpen na een periode van tien jaar moeten worden beoordeeld of het onthouden van een verblijfsvergunning nog langer proportioneel te achten is. Ook zou er meer specifiek met betrekking tot de Afghaanse asielzoekers een nieuw onderzoek gedaan moet worden naar de Afghaanse veiligheidsdiensten in communistisch Afghanistan in de periode 1979-1992: "Het is aan de staatssecretaris zich ervan te verzekeren dat de informatie uit het ambtsbericht juist is en dat de beslissingen over de toepassing van artikel 1F in de betreffende Afghaanse zaken op basis van correcte informatie zijn genomen."

### Regeling november 2008 voor gezinsleden
Eind november 2008 werd de nieuwe regeling gepubliceerd met betrekking tot de verblijfsmogelijkheden voor gezinsleden van personen in de 1F-situatie: de contra-indicatie 1F kwam te vervallen voor gezinsleden indien wordt voldaan aan de volgende drie cumulatieve voorwaarden:
1. minstens 10 jaar in Nederland gerekend vanaf de datum van de eerste asielaanvraag;
2. genoemd verblijf is ononderbroken; en
3. geen sprake van "frustraties van het vertrekproces".[23]

### Art.1F Vv enkindsoldaten
In het Nederlandse asielrecht geldt een speciale regeling waarbij rekening wordt gehouden met de bijzondere situatie van ex-kindsoldaten die wegens gestelde vervolging op een van de gronden in art.1a Vv asiel aanvragen. Indien zij op het ontvluchte strijdtoneel betrokken waren bij militaire acties kunnen zij bij gelegenheid ook betrokken zijn geweest bij oorlogsmisdaden en schending van mensenrechten. Zij kunnen daarbij zowel dader als tevens tegelijkertijd slachtoffer blijken te zijn geweest.
De toenmalige Nederlandse Minister voor Vreemdelingenzaken en Integratie Verdonk heeft daarom in 2003 besloten om kindsoldaten jonger dan 15 jaar niet verantwoordelijk te houden voor zogeheten art.1F-handelingen, dat wil zeggen gedragingen op grond waarvan een asielzoeker kan worden uitgesloten van bescherming wegens het bepaalde in art.1F van het VN-Vluchtelingenverdrag. In het beleid werd toen door haar als uitgangspunt geformuleerd dat er in verhoogde mate rekening moet worden gehouden met hun leeftijd. Zie hierover verder op de pagina Kindsoldaat.